# 井嶋博之
井島 博之（いじま ひろゆき）は日本の大学教授。
現在は九州大学大学院教授を勤めている。　専門はものづくり技術やライフサイエンスなど。

## 経歴
熊本県立玉名高等学校を経て九州大学大学院修了。九州大学から博士号も取得している。
日本再生医療学会代議員や日本動物細胞工学会評議員なども歴任した。
2014年には日本生物工学会の第22回論文賞も受賞した。